# Marie Avgeropoulos
Marie Avgeropoulos (Thunder Bay, 17 juni 1986) is een Canadese actrice en model. Werd beroemd voor haar rol als Octavia Blake in The 100 (televisieserie). 

## Jeugdjaren
Avgeropoulos heeft Griekse ouders. Ze groeide op met vissen, jagen en kamperen en bracht haar vrije tijd vooral buiten door. Op haar 16e startte ze met drummen. Ze studeerde twee jaar lang journalistiek in Thunder Bay en verhuisde toen naar Europa, maar ze kwam enkele maanden later weer terug naar Canada en vestigde zich in Vancouver.

## Carrière
Via vrienden kwam Avgeropoulos terecht in het acteerwerk. Ze werd uitgenodigd om aan verschillende reclamespotjes mee te werken. Regisseur Chris Columbus bood haar een rol aan in de film I Love You, Beth Cooper (2009). Haar doorbraak kwam in 2010 met de rol van Kim Rhodes in de film Hunt to Kill.
In 2013 speelde Avgeropoulos mee in de televisieserie The Cult van The CW, maar wegens tegenvallende kijkcijfers bleef het bij één seizoen. Kort hierna bood The CW haar een rol aan in The 100 waarin zij het personage Octavia Blake speelde. In 2014 ging deze serie van start.

## Privéleven
Van 2013 tot 2015 had Avgeropoulos een relatie met acteur Taylor Lautner. 
In 2018 werd ze beschuldigd van mishandeling. Tijdens een autorit in Californië sloeg ze haar vriend meerdere keren, hetgeen tot lichte verwondingen leidde. Nieuwe medicatie in combinatie met alcohol speelde een rol in dit incident. Haar vriend wilde echter dat de aanklacht weer werd ingetrokken omdat Avgeropoulos volgens hem geen gevaar vormde.

## Filmografie
- Biblioteca Nacional de España: XX5582889
- Bibliothèque nationale de France: cb16991142v (data)
- Gemeinsame Normdatei: 109158821X
- International Standard Name Identifier: 0000 0004 5421 2834
- Library of Congress Control Number: no2016095907
- Nederlandse Thesaurus van Auteursnamen: 430302282
- Système universitaire de documentation: 249084368
- Virtual International Authority File: 132144647641082309404
- WorldCat: E39PBJvXf8FVY3XQYQ64BtbfMP